# Associazione Calcio Brescia 1943-1944
Questa voce raccoglie le informazioni riguardanti l'Associazione Calcio Brescia nelle competizioni ufficiali della stagione 1943-1944.

## Stagione
L'armistizio dell'8 settembre 1943, con tutte le sue tragiche complicazioni, ha paralizzato la ripresa anche dell'attività calcistica. Nella stagione di guerra 1943-1944 l'Italia e spaccata in due tronconi, al Nord ci sono ancora i tedeschi, al Sud gli alleati che avanzano verso nord. Il calcio non si ferma, il campionato viene chiamato "Alta Italia", il Brescia viene inserito nel girone Lombardo. Tra mille difficoltà il torneo inizia nel gennaio 1944, con otto partecipanti. Lo ha vinto l'Ambrosiana-Inter. Si è poi giocato un campionato Piemontese-Ligure, un campionato Veneto, un campionato misto Emiliano, un campionato Toscano.
Il girone finale del campionato "Alta Italia" con le Formazioni di Torino, Venezia e Vigili del Fuoco La Spezia, ha prodotto la grossa sorpresa della sconfitta dei campioni del Grande Torino e del successo del 42° Corpo dei Vigili del Fuoco della Spezia.
La squadra biancazzurra delle rondinelle, ancora allenata da József Bánás ha disputato il girone lombardo del campionato Alta Italia, piazzandosi seconda con 16 punti con il Varese. Il Brescia ha perso nei tempi supplementari lo spareggio per essere ammessa al girone di qualificazione interzonale col Varese (1-0), spareggio giocato l'8 maggio 1944 a Milano.

## Rosa
| N. |                   | Ruolo | Calciatore         |
| -- | ----------------- | ----- | ------------------ |
|    | Italia (bandiera) | P     | Giovanni Gennari   |
|    | Italia (bandiera) | D     | Carlo Albini       |
|    | Italia (bandiera) | D     | Faustino Ardesi    |
|    | Italia (bandiera) | D     | Oscar Messora      |
|    | Italia (bandiera) | D     | Franco Petermann   |
|    | Italia (bandiera) | C     | Mario Andreis      |
|    | Italia (bandiera) | C     | Francesco Lamberti |
|    | Italia (bandiera) | C     | Ugo Locatelli      |

| N. |                   | Ruolo | Calciatore       |
| -- | ----------------- | ----- | ---------------- |
|    | Italia (bandiera) | C     | Danilo Martelli  |
|    | Italia (bandiera) | C     | Mario Rigamonti  |
|    | Italia (bandiera) | C     | Umberto Romanini |
|    | Italia (bandiera) | A     | Giuseppe Barbi   |
|    | Italia (bandiera) | A     | Stefano Ferrari  |
|    | Italia (bandiera) | A     | Renato Gei       |
|    | Italia (bandiera) | A     | Italo Rebuzzi    |

## Risultati

### Campionato Alta Italia - Girone lombardo

#### Girone di andata
| Arbitro: | Camiolo (Milano) |

|  |           |                    |
|  | Marcatori | 36’ (aut.) Messora |

| Arbitro: | Valsecchi (Milano) |

|                             |           |                          |
| Piccioli 14’, 62’ Salvi 66’ | Marcatori | 41’ Romanini 53’ Messora |

| Arbitro: | Bergomi (Milano) |

|             |           |           |
| Andreis 41’ | Marcatori | 67’ Borra |

| Arbitro: | Cipriani (Milano) |

|                                               |           |            |
| Andreis 9’ Gei 41’ Messora 64’ Rebuzzi II 86’ | Marcatori | 37’ Meazza |

| Arbitro: | Sverzellati (Piacenza) |

|                                     |           |                      |
| Granata 26’, 52’ Messora 49’ (aut.) | Marcatori | 3’ Rigamonti 51’ Gei |

| Brescia 20 febbraio 1944 6ª giornata | Brescia           | 0 – 0 | Cremonese | Stadium di Viale Piave\| Arbitro: \| Ferrazzi (Milano) \| |
| Arbitro:                             | Ferrazzi (Milano) |       |           |                                                           |

| Arbitro: | Carpani (Milano) |

|  |           |              |
|  | Marcatori | 5’ Rigamonti |

#### Girone di ritorno
| Arbitro: | Cicardi (Lecco) |

|                                                                       |           |                           |
| Fumagalli 15’, 77’ Candiani 18’, 68’ Gritti 51’, 85’ Gaddoni 58’, 89’ | Marcatori | 35’ Andreis 86’ Rigamonti |

| Arbitro: | Cazzamalli (Crema) |

|             |           |  |
| Ferrari 44’ | Marcatori |  |

| Arbitro: | Camiolo (Milano) |

|                                  |           |         |
| Reguzzoni 58’ (rig.) Colombi 69’ | Marcatori | 72’ Gei |

| Arbitro: | Camiolo (Milano) |

|  |           |               |
|  | Marcatori | 7’ Rebuzzi II |

| Arbitro: | Cipriani (Milano) |

|         |           |  |
| Gei 47’ | Marcatori |  |

| Arbitro: | Bergomi (Milano) |

|  |           |                                     |
|  | Marcatori | 5’ Messora 60’ Gei 79’, 84’ Ferrari |

| Arbitro: | Cipriani (Milano) |

|                                                                  |           |                  |
| Rigamonti 24’ Baruzzi 48’ (aut.) Romanini 52’ Antorri 84’ (aut.) | Marcatori | 26’ (rig.) Crola |

#### Spareggio per secondo posto
| Arbitro: | Carpani (Milano) |

|             |           |  |
| Ottino 112’ | Marcatori |  |

## Statistiche

### Statistiche di squadra
| Competizione           | Punti | In casa | In casa | In casa | In casa | In casa | In casa | In trasferta | In trasferta | In trasferta | In trasferta | In trasferta | In trasferta | Totale | Totale | Totale | Totale | Totale | Totale | DR |
| Competizione           | Punti | G       | V       | N       | P       | Gf      | Gs      | G            | V            | N            | P            | Gf           | Gs           | G      | V      | N      | P      | Gf     | Gs     | DR |
| ---------------------- | ----- | ------- | ------- | ------- | ------- | ------- | ------- | ------------ | ------------ | ------------ | ------------ | ------------ | ------------ | ------ | ------ | ------ | ------ | ------ | ------ | -- |
| Campionato Alta Italia | 16    | 7       | 4       | 2       | 1       | 11      | 4       | 7            | 3            | 0            | 4            | 13           | 16           | 14     | 7      | 2      | 5      | 24     | 20     | +4 |

### Statistiche dei giocatori
| Giocatore    | Campionato Alta Italia | Campionato Alta Italia |
| Giocatore    | Presenze               | Reti                   |
| ------------ | ---------------------- | ---------------------- |
| M. Andreis   | 15                     | 3                      |
| C. Albini    | 15                     | 0                      |
| F. Ardesi    | 4                      | 0                      |
| G. Barbi     | 7                      | 0                      |
| S. Ferrari   | 3                      | 3                      |
| R. Gei       | 12                     | 5                      |
| G. Gennari   | 15                     | -21                    |
| F. Lamberti  | 9                      | 0                      |
| U. Locatelli | 7                      | 0                      |
| D. Martelli  | 11                     | 0                      |
| O. Messora   | 15                     | 0                      |
| F. Petermann | 14                     | 0                      |
| I. Rebuzzi   | 13                     | 2                      |
| M. Rigamonti | 14                     | 4                      |
| U. Romanini  | 11                     | 2                      |